# Wrzesień 2017

## 30 września
- W finale rozgrywek ligi futbolu australijskiego Richmond Football Club pokonał Adelaide Football Club wynikiem 108:60.

## 29 września
- Co najmniej 22 osoby zginęły w rezultacie wybuchu paniki w godzinach porannego szczytu na stacji kolejowej Elphinstone w indyjskim Mumbaju[1].
- Tom Price ustąpił ze stanowiska amerykańskiego sekretarza zdrowia i opieki społecznej w wyniku skandalu dotyczącego korzystania z prywatnych i wojskowych samolotów.

## 28 września
- Rząd Shinzō Abe z Partii Liberalno-Demokratycznej podjął decyzję o rozwiązaniu niższej izby parlamentu Japonii i rozpisaniu przedterminowych wyborów na 22 października[2].

## 25 września
- Na terenie irackiego regionu autonomicznego Kurdystanu odbyło się referendum niepodległościowe zorganizowane przez kurdyjskie władze lokalne. Według oficjalnych rezultatów 92,7% uczestników opowiedziało się za niepodległością, jednak jego wynik nie został uznany za wiążący przez Irak, Unię Europejską czy Stany Zjednoczone[3][4].

## 24 września
- Zakończyły się, rozgrywane w norweskim Bergen, mistrzostwa świata w kolarstwie szosowym[5].
- W pierwszej edycji Pucharu Lavera tenisiści z Europy pokonali resztę świata 15:9[6].
- Wybory parlamentarne w Niemczech.

## 23 września
- W Warszawie przy al. Wojska Polskiego odsłonięto Pomnik gen. Stanisława Sosabowskiego[7].
- Wybory parlamentarne w Nowej Zelandii.

## 19 września
- Ponad 200 osób zginęło w trzęsieniu ziemi w Meksyku[8].

## 18 września
- Prezydent Islandii Guðni Th. Jóhannesson zapowiedział, że przedterminowe wybory parlamentarne odbędą się 28 października[9]. Konieczność przeprowadzenia wcześniejszych wyborów wynika z zerwania koalicji rządowej przez partię Świetlana Przyszłość[10].

## 17 września
- Nowym premierem Peru została Mercedes Aráoz, ekonomistka, pełniąca dotąd funkcję drugiej wiceprezydent Peru. Zmiana rządu była konieczna wskutek przegłosowania 15 września przez parlament wotum nieufności wobec premiera Fernando Zavali. Skład nowego rządu jest w większości taki sam jak gabinetu Zavali[11].
- W rozegranym w Stambule finale mistrzostw Europy koszykarzy Słowenia pokonała Serbię 93:85[12], najbardziej wartościowym graczem turnieju wybrano Gorana Dragica[13].

## 14 września
- Halimah Yacob została prezydentką Singapuru. Jest pierwszą kobietą i pierwszą od 1970 osobą pochodzenia malajskiego na tym stanowisku[14].

## 10 września
- We Florydę uderzył Huragan Irma[15].
- Brytyjczyk Chris Froome (Team Sky) zwyciężył w kolarskim wyścigu wieloetapowym Vuelta a España[16].
- Amerykanka Sloane Stephens i Hiszpan Rafael Nadal triumfowali w rywalizacji singlistów podczas tenisowego turnieju wielkoszlemowego US Open[17][18].
- W australijskim Cairns zakończyła się druga część mistrzostw świata w kolarstwie górskim[19].

## 9 września
- Nowym premierem Kosowa został Ramush Haradinaj. Uzyskał poparcie 61 posłów w 120-osobowym parlamencie. W programie nowego rządu jest walka z korupcją i poprawa stosunków z Serbią[20].
- Podczas rozgrywanego w Pradze biegu ulicznego na 10 kilometrów Kenijka Joyciline Jepkosgei poprawiła wynikiem 29:43 własny rekord świata w tej konkurencji. Po raz pierwszy w historii kobieta pokonała ten dystans w mniej niż 30 minut[21].
- Polski Instytut Sztuki Filmowej ogłosił, że polskim kandydatem do Oscara w kategorii najlepszego filmu nieanglojęzycznego za 2017 rok będzie Pokot w reżyserii Agnieszki Holland[22].

## 7 września
- Mongolski Wielki Churał Państwowy przegłosował usunięcie Dżargaltulgyna Erdenbata ze stanowiska premiera. Głosowanie było reakcją na zwycięstwo kandydata opozycji w lipcowych wyborach prezydenckich. Za dymisją Erdenbata opowiedziało się 42 posłów 76-osobowego parlamentu[23].
- Trzęsienie ziemi w południowym Meksyku, w wyniku którego zginęło co najmniej 90 osób[24].

## 6 września
- Papież Franciszek rozpoczął podróż apostolską do Kolumbii[25].

## 4 września
- Do dymisji podał się premier Republiki Chińskiej (Tajwanu) Lin Chuan. Następnego dnia ogłoszono, że nowym premierem ma zostać burmistrz Tainanu William Lai[26].

## 3 września
- Zakończyły się, rozgrywane w Budapeszcie, mistrzostwa świata w judo[27].
- W finale, rozgrywanych w Polsce, mistrzostw Europy w siatkówce mężczyzn, Rosja pokonała Niemcy 3:2[28].

## 2 września
- Zakończyły się, rozgrywane w Hamburgu, mistrzostwa świata w boksie mężczyzn[29].

## 1 września
- Kenijski Sąd Najwyższy na wniosek opozycji unieważnił wynik wyborów prezydenckich z 8 sierpnia. Sąd nakazał ponowne przeprowadzenie głosowania w ciągu 60 dni. To pierwszy w Afryce przypadek unieważnienia wyborów przez sąd[30].
- Ustał Huragan Harvey, który pochłonął min. 70 ofiar i stał się najdroższą katastrofą naturalną w historii Stanów Zjednoczonych[31].